# Luigi Giafferi
Pour les articles homonymes, voir Giafferi.
Luigi Giafferi (1668-1748) est l'un des principaux « pères fondateurs de la Nation corse ». Élu général de la nation avec Giannandrea Ceccaldi et Carlo Francesco Raffalli, lors de la première insurrection qui ouvre la Révolution de quarante ans contre la république de Gênes (1729-1769), il joue un rôle déterminant dans la rupture avec Gênes. De 1735 à 1736, il est l'un des principaux artisans de la proclamation du royaume indépendant de Corse en 1736 et de l'élection de Théodore de Neuhoff sous le nom de Théodore Ier. Régent du royaume avec Giacinto Paoli, il tente d'assurer la pérennité du régime et participe à l'assaut des troupes françaises du comte de Boissieux lors des Vêpres corses de 1739. Contraint à l'exil par le marquis de Maillebois il est accueilli par le futur roi d'Espagne Charles III (alors roi de Naples sous nom de Charles VII) qui lui accorde la charge de colonel d'infanterie du royaume de Naples.

## Biographie

### Origines et carrière militaire
Luigi Giafferi nait à Talasani vers 1671. Il est le fils de Maria Marchetti et de Francesco Giafferi, capitaine des milices de Tavagna , noble XII, et issu d'une famille de notables apparenté aux caporali de Renoso, l'un des villages qui composent aujourd'hui la commune de Poggio Mezzana.
Après des études au petit séminaire, Luigi entre en 1694 au service de la république de Venise en 1694 où il sert comme capitaine en compagnie de son frère - l'alfiere Gio Paolo Giafferi - au cours de guerre de Morée dirigée par le doge Francisco Morosini. Il s’inscrit ainsi dans la lignée d'un engagement au service de cette république qui remonte à plus d'un siècle.

### Des tentatives de réforme à l'affrontement armé avec la république de Gênes
Rentré en Corse, Luigi Giafferi  est élu dans le collège des caporali des nobles douze, en compagnie de Gio Francesco Casabianca, Mario Emanuele Matra, Gio Paolo Battaglini, Lodovico Malaspina et Giacomo Filipo.
Le 10 juillet 1701, il étend son influence par son mariage avec Paola Giacinta Bagnaninchi, fille du nobile Giulio Cesare de Lucciana.
En 1706, il est élu orateur de Corse à Gênes où il plaide en faveur de réformes auprès des milieux éclairés, notamment de Gerolamo Veneroso.
En 1729-1730, alors qu'il exerce une influence majeure au sein du collège des Nobles XII, il joue un rôle majeur dans la transformation progressive de la révolte populaire antifiscale en insurrection politique armée initié par le soulèvement du Poggio de Tavagna du 30 janvier 1730.
Entré en rupture ouverte avec la république de Gênes, il est élu général de la Nation (di ceto populare) en 1730 en compagnie de Giannandrea Ceccaldi (di ceto nobile, beau frère de Luigi, par son mariage avec la sœur de Giacinta Bagnaninchi) et l’abbé Carlo Francesco Raffalli, de Piedicroce d’Orezza, pour le clergé. Il reçoit le soutien des Corses de Venise et notamment des colonels Giacinto Giappiconi — dont son frère Gio Paolo Giafferi est devenu le lieutenant-colonel — et du colonel Domenico Paganelli Zicavo dont les parents prennent la tête de l’insurrection dans la région du Taravo
Après la défaite des troupes insulaires à l'issue de la campagne autrichienne de 1731-1732, Luigi Giafferi et les autres chefs insulaires se rendent au prince de Wurtemberg avec la garantie d'une protection et d'une intercession de l'empereur Charles VI en faveur d'un projet de réconciliation avec la République de Gênes. Mais le 11 octobre 1732, il est incarcéré dans la forteresse de Savone en compagnie de Ceccaldi, de l’abbé Carlo Francesco Raffalli et du piévan Aïtelli.

### Participation à la seconde insurrection et à la proclamation du royaume indépendant de Corse
A l'automne 1733, Luigi Giafferi s'installe à Livourne où il retrouve le capitaine Antonio Francesco Giappiconi, cousin germain du colonel Giacinto Giappiconi et frère du colonel Marc Antonio Giappiconi, arrivé le 13 juin précédent dans les rangs des troupes espagnoles. En compagnie de ce dernier et de l'avocat Sebastiano Costa, il entreprend de soutenir la reprise de l’insurrection de concert avec la chanoine Erasmo Orticoni  et Giannandrea Ceccaldi.
Le projet commun des chefs révolutionnaires insulaires est de mettre la Corse sous la domination de l'Espagne, et en l’espèce de l'infant don Carlos (le futur Charles III) qui, devant hériter du duché de Toscane, pourrait ainsi ajouter la couronne royale de Corse à son domaine. Mais la conquête de Naples par les armées espagnoles et les tractations qui aboutirons à la fin de la guerre de succession de Pologne anéantit cet espoir.
C'est dans ce contexte que, fin décembre 1733-début janvier 1734, Luigi Giafferi, Sebastiano Costa, le chanoine Orticoni et le capitaine Giappiconi bâtissent un projet d'indépendance avec Théodore de Neuhoff . Le 14 avril 1734, Luigi Giafferi revient en Corse où il se fait reconnaître comme chef de la nouvelle insurrection à parts égales avec Giacinto Paoli dont la tentative d'arrestation avait été à l'origine. il y est rejoint début janvier 1735 par Costa et Giappiconi. Avec l'appui de ces deux derniers, Giafferi s'efforce de mettre en place un embryon d’État constamment remis en cause par les rivalités insulaires.
L'arrivée de Théodore en avril 1736 lui permet de rallier le puissant clan Matra à l’insurrection et de voir enfin se réaliser l'unité insulaire autour d'une constitution monarchique qui répond aux revendications insulaires, souveraineté assurée par la constitution d'une armée nationale, d'une monnaie, d'une université et d'un ordre de noblesse national.
L'affaiblissement du régime consécutif à l'échec de la campagne de Balagne, l'assassinat de Simone Fabiani, et les intrigues, notamment celles conduites par Giacinto Paoli et Gregorio Salvini, contraignirent Théodore à partir chercher des appuis politiques, financier et militaires en novembre 1736. Luigi Giafferi est alors élu membre du conseil de régence dans une difficile cohabitation avec Giacinto Paoli.
L'intervention française, l'échec du retour de Théodore et la défaite des troupes nationales lors de la campagne du marquis de Maillebois le contraint à l'exil au début juillet 1739.
Généreusement accueilli par don Carlos, qui lui accorde le titre de colonel d'infanterie, Carlo Giuseppe Guglielmo Botta dira de lui qu'à Naples, « tout le monde, et les courtisans, et les soldats et le peuple, [s’émerveillèrent] principalement devant Giafferri chez qui, dans un corps si avancé en âge qu’on pouvait le qualifier de vieux, résidait tant de force d’âme. Mais la vieillesse de l’indomptable Giafferri était vive et robuste, on pourrait presque dire de fer. Giafferri fut une des âmes les plus fortes, qui sont venues au monde. Les dix dernières années, il n’est presque jamais descendu de cheval. Le sort ne lui accorda qu’un étroit champ d’action, mais la nature le dota d’une grande force d’âme. »
Luigi Giafferi meurt à Naples le 4 août 1758.[réf. nécessaire]